# CoMix Wave Films
CoMix Wave Films, Inc. (Nhật: コミックス・ウェーブ・フィルム Hepburn: Komikkusu Uēbu Firumu) là một hãng sản xuất và phát hành phim hoạt hình có trụ sở ở Chiyoda, Tokyo, Nhật Bản. Hãng phim được biết đến với các tác phẩm phim anime dài, phim anime ngắn, và phim anime quảng cáo, đặc biệt là các phim của đạo diễn Shinkai Makoto. Comix Wave Films được thành lập vào tháng 3 năm 2007 sau khi tách ra từ CoMix Wave Inc.
Vào tháng 10 năm 2024, Toho thông báo mua lại 6% cổ phần của CoMix Wave Films.

## Tác phẩm
- Nàng và Con mèo của Nàng (1999)
- Tiếng gọi từ vì sao xa (2002)
- Bên kia đám mây, nơi ta hẹn ước (2004)
- Kakurenbo: Hide & Seek (2005)
- Negadon: The Monster from Mars (2005)
- Hoshizora Kiseki (2006)
- 5 Centimet trên giây (2007)
- The Asylum Session (2009)
- Planzet (2010)
- Những đứa trẻ đuổi theo tinh tú (2011)
- Dareka no Manazashi (2013)
- Vườn ngôn từ (2013, cùng với The Answer Studio)
- Peeping Life: We Are The Hero (2014)
- Deemo: The Last Recital (2015)
- Your Name – Tên cậu là gì? (2016)
- Shikioriori (2018, cùng với Haoliners Animation League)[5]
- Đứa con của thời tiết (2019)
- Khóa chặt cửa nào Suzume (2022)